# La Masia (Masquefa)
La Masia és una obra de Masquefa (Anoia) inclosa a l'Inventari del Patrimoni Arquitectònic de Catalunya.

## Descripció
Masia a dos vents, rectangular, de planta i pis, amb barri-pati i edificis a dos vents al voltant, aquests darrers obrats el segle passat. S'hi entra per un portal adovellat, de punt rodó, trobant-se una gran entrada amb un magnífic arc gòtic, capelleta a la paret i escala al fons que condueix al pis superior. Cuina amb rajoles antigues i restes de la campana del foc a terra sense els escons. Cal remarcar als baixos, l'antic estable amb dos magnífics arcs gòtics. L'escala esmentada condueix a una gran sala superior distribuïdora de les habitacions de la casa, conjunt moblat amb objectes i mobles valuosos. La casa s'aguanta sense fonaments, damunt d'argila. Cal esmentar també, que al pis superior existeix una finestra dita "de la francesa", d'estil gòtic tardà amb cares esculpides. A cada angle de la casa i com a símbol d'estatge pelegrí, hi havia quatre xiprers, actualment només dos. Rellotge de sol datat el 1820.